# Санкт-Ніколай-ім-Заузаль
Санкт-Ніколай-ім-Заузаль (нім. Sankt Nikolai im Sausal) — ярмаркова громада в окрузі Лайбніц австрійської федеральної землі Штирія.

## Сусідні громади
Дві з семи сусідніх громад належать округу Дойчландсберг (ДЛ).
| Прединг (ДЛ)         | Генгсберг         | Ланг     |
| Веттманнштеттен (ДЛ) | Розташування      |          |
| Санкт-Андре-Гех      | Кітцек-ім-Заузаль | Тілльміч |